# Barbus pallaryi
Barbus pallaryi е вид лъчеперка от семейство Шаранови (Cyprinidae). Видът не е застрашен от изчезване.

## Разпространение
Разпространен е в Алжир и Мароко.